# Pelodytes
Genre
Synonymes
- Pelodytopsis Nikolskii, 1896

Pelodytes est un genre d'amphibiens de la famille des Pelodytidae.

## Répartition
Les trois espèces de ce genre sont localisées dans l'ouest de l'Europe et le Caucase.

## Liste d'espèces
Selon Amphibian Species of the World (19 novembre 2016) :
- Pelodytes caucasicus Boulenger, 1896
- Pelodytes ibericus Sánchez-Herraíz, Barbadillo-Escrivá, Machordom & Sanchíz, 2000
- Pelodytes punctatus (Daudin, 1802)

et une espèce fossile :
- †Pelodytes arevacus  	Sanchiz 1978

## Étymologie
Pélodyte vient du grec pelos (πηλος), «boue, argile» et de dytes (δυτης) « plongeur » en référence aux galeries que creuse dans le sol les espèces de ce genre.

## Homonymie
- Pelodytes Gistel, 1848 est un synonyme de Pseudotriton Tschudi, 1838.

## Publication originale
- Bonaparte, 1838 : Iconographia della Fauna Italica per le Quattro Classi degli Animali Vertebrati. Tomo II. Amphibi. Fascicolo 23, Roma, Salviucci (texte intégral).